# 卡薩婁馬 (加利福尼亞州)
卡薩洛馬（英語：Casa Loma）是位於美國加利福尼亞州聖塔克拉拉縣的一個非建制地區。該地的面積和人口皆未知。

## 地理
卡薩洛馬的座標為37°40′12″N 121°12′36″W / 37.67000°N 121.21000°W，而該地的平均海拔高度為1239米（即4032英尺）。